# Courtomer, Orne

Courtomer este o comună în departamentul Orne, Franța. În 1 ianuarie 2022 avea o populație de 725 de locuitori.